# Реваш
Погребальный комплекс Реваш (кечуа Revash) — средневековый могильный некрополь, расположенный в Перу, округ Санто-Томас, провинции Луя, примерно в 60 км к югу от города Чачапояс, столицы региона Амасонас, на высоте 2800 м над уровнем моря. Погребальные склепы сооружены в известняковых скалах Серро-Карбон на окраине долины Альто-Уткубамба. Относятся к культуре Чачапойя доинкского периода, датируются приблизительно XIV веком. Форма и архитектура мавзолеев характерны для южноамериканской доколумбовой архитектуры и имеют весьма древние прототипы, такие, как чульпа, распространённые в древнем Перу в период Тиуанако-Уари (около 1000 г. до н.э.)
Хотя мавзолеи внешне напоминают дома, в их окрестностях никаких остатков древних жилищ не обнаружено. Жилища могли не сохраниться из-за своего недолговечного материала (кирпич-сырец), тогда как сами мавзолеи, расположенные под скалистым навесом, были хорошо защищено от погоды и от доступа посторонних. Мумии, находившиеся в мавзолеях, не сохранились, так как мавзолеи подверглись разграблению, а также пострадали от грызунов.
Скальные погребения Реваша имеют внешнее сходство со скальными жилищами древних пуэбло, однако, происхождение последних совершенно самостоятельно, и назначение североамериканских жилищ было также иным - они использовались как убежища, а не погребальные комплексы.